# NGC 833
NGC 833 é uma galáxia espiral (Sa/P) localizada na direcção da constelação de Cetus. Possui uma declinação de -10° 07' 58" e uma ascensão recta de 2 horas, 9 minutos e 20,8 segundos.
A galáxia NGC 833 foi descoberta em 28 de Novembro de 1785 por William Herschel.